# Blang Baro (Teunom)
Blang Baro is een bestuurslaag in het regentschap Aceh Jaya van de provincie Atjeh, Indonesië. Blang Baro telt 385 inwoners (volkstelling 2010).